# Equipo de Fed Cup de Serbia
El equipo Serbio de Fed Cup es el representativo de Serbia en la máxima competición internacional a nivel de naciones del tenis femenino, y es administrado por la Serbian Tennis Federation.